# Замятін Олег Семенович
Оле́г Семе́нович Замя́тін (нар. 16 грудня 1963, Київ) — український актор театру і кіно, актор Національного академічного драматичного театру імені Лесі Українки, народний артист України (2015).

## Життєпис
1988 — закінчив Київський інститут театрального мистецтва імені Івана Карпенка-Карого (викладачі Ю. Мажуга, В. Лизогуб).
Працював у театрах-студіях «Колізей», «КІН», «Будьмо!», в Експериментальному театрі.
З 1993 року — актор Національного академічного драматичного театру ім. Лесі Українки (м. Київ).
Запрошується до участі в записах духовних аудіокнижок.
Художній керівник акторського курсу, доцент кафедри акторського мистецтва та режисури драми Київського національного університету театру, кіно і телебачення ім. І. Карпенка-Карого.

## Визнання
- 2006 — заслужений артист України[3]
- 2015 — народний артист України[1]

## Ролі
- Отець Горріґан ("Поромник" за Джезом Баттервортом)
- Іван ("Стефаник. Новели" за новелами В. Стефаника)
- Басиліо, король Полонії ("Життя - це сон" Педро Кальдерон де ля Барка)
- Костянтин Костянтинович ("Майстер" М. Смілянець)
- Алф'єрі («Вид з мосту» А. Міллера)
- Міллер («Фальшива нота» Д. Карона)
- Монтеккі («Джульєтта та Ромео» за В. Шекспіром)
- Гурго («Наполеон і корсиканка» І. Губача)
- Досужев («Тепленьке місце» О. Островського)
- Персі («Королівські ігри» Г. Горіна)
- Князь Дарбельяні («Ревнощі» М. Арцибашева)
- Гупер («Кішка на розпеченому даху» Т. Вільямса)
- Тит («Дивна місіс Севідж» Дж. Патріка)
- Пастор («Дерева помирають стоячи» А. Касони)
- Річард Віллі («№ 13» («Шалена ніч, або Одруження Пігдена») Р. Куні)

## Ролі в кіно
- Сергій Потапов («Охламон», 2007, режисер Д. Панченко)
- Руслан Гейко («Гроші для доньки», 2007, режисер З. Буадзе)
- Зимін («Здивуй мене», 2008, режисер І. Кравчишин)
- Друг Малютіна («Не скажу», 2010)
- Олександр Петрович («Остання роль Рити», 2012)
- Тимофій Петрович («Соломонове рішення», 2018)